# Dominique de La Barre de Raillicourt
 (mai 2025).
Si vous disposez d'ouvrages ou d'articles de référence ou si vous connaissez des sites web de qualité traitant du thème abordé ici, merci de compléter l'article en donnant les références utiles à sa vérifiabilité et en les liant à la section « Notes et références ».
Pour les articles homonymes, voir De La Barre et Raillicourt (homonymie).
Dominique de La Barre de Raillicourt est un généalogiste français né en 1931. Il est l'auteur de nombreux ouvrages d'histoire et de généalogie nobiliaire.

## Biographie

### Quelques œuvres
- Armorial des Cent-jours, 1961, Paris, l'auteur, un fascicule in 4°, 30 pages ;
- Les titres pontificaux en France du XVIe au XIXe siècle, 1962, Paris, l'auteur, un fascicule in 4°, 52 p. ;
- Nouveau dictionnaire des biographies françaises et étrangères, 1961-74, 30 fascicules in 8°,
- Louis Bonaparte : roi de Hollande, frère et père d’empereurs, 1963, J. Peyronnet, un volume in 12°, 487 p. ;
- Filiations et notices généalogiques de familles notables françaises, 1ère à 8e série, 1964-1975, huit fascicules in 4° ;
- Les comtes du pape en France (XVIe – XXe siècles) Premier recueil des comtes pontificaux, palatins, romains, civils et ecclésiastiques, 1967[1], quatre fascicules in 4° totalisant 164 p. ;
- Basta, comte d'Hust et du Saint-Empire (1550-1607), sa vie, sa famille et sa descendance, I Descendance d'Esclaibes, branches belges et françaises jusqu'à nos jours, lignées masculines et féminines, essai généalogique, 1968, Paris, l'auteur, un volume in 4°, 158 p. (la suite de cet ouvrage n'a jamais paru) ;
- Armorial du comtat venaissin, 1969, un fascicule in 4°, 61 p. ;
- La Noblesse française titrée, suivi d'une réponse à Charondas, 1970, Paris, l'auteur, un volume in 16°, XVI+283 p. ;
- (avec Georges Chapier) Les alliances matrimoniales entre les maisons de France et de Savoie, 1973, Aurillac, Imprimerie moderne, 75 pages ;
- A ce titre (réponse au libelle de Charondas), essai, catalogue de l'aristocratie française titrée contemporaine, 1973-2006, 60 fascicules in 4°, 2116 pages au total ;
- Richelieu, le maréchal libertin, Tallandier, 1991  (ISBN 2-235-02056-9)
- Les Titres authentiques de la noblesse en France, Dictionnaire raisonné, Éditions Perrin, 2004  (ISBN 2262014531), un volume in 8°, 459 p. , préface de Bertrand Galimard Flavigny

Voir la notice sur idref.